# جورج راسيل (سياسي)
جورج راسيل (بالإنجليزية: George Russell, 10th Duke of Bedford)‏ (و. 1852 – 1893 م) هو سياسي بريطاني، كان عضوًا في الحزب الليبرالي، توفي في لندن، عن عمر يناهز 41 عاماً، بسبب السكري.

## مناصب
تولى منصب عضو برلمان المملكة المتحدة الـ22 ‏ (31 مارس 1880–18 نوفمبر 1885)
- عضو برلمان المملكة المتحدة الـ21 ‏ (28 أبريل 1875–24 مارس 1880)

.